# Nicolò di Gesù Maria Doria
Nicolò di Gesù Maria Doria, al secolo Nicolò Doria (Genova, 18 maggio 1539 – Alcalá de Henares, 19 maggio 1594), è stato un banchiere, religioso carmelitano scalzo italiano.

## Biografia
Nato a Genova nel 1539 dalla nobile famiglia Doria, della sua giovinezza non si hanno notizie: intorno ai trent'anni è banchiere in Spagna ove salva dai creditori Cristóbal Rojas Sandoval Arcivescovo di Siviglia. Si guadagnò anche la stima di Filippo II di Spagna grazie ai suoi consigli in ambito economico.
A seguito di un pericoloso naufragio, nel quale rischiò la vita, decise di abbracciare la vita religiosa, divenendo prete nel 1576. L'anno seguente entra nei frati teseriani, che seguono la parola e l'esempio di Teresa d'Avila. In breve tempo scala le gerarchie dei teresiani divenendo nel 1579 priore della casa principale dell'ordine, quella di Pastrana. Nel 1578 fu inviato da Teresa a Roma per perorare la causa degli Scalzi presso Papa Gregorio XIII.
Nel 1584 fonda nella natia Genova la chiesa ed l'annesso convento di Sant'Anna, primo insediamento dell'ordine degli Scalzi al di fuori della Spagna con l'appoggio della famiglia Doria.
Divenuto secondo provinciale dell'ordine, succedendo a Gerolamo della Madre di Dio Gracián, con il quale era entrato in contrasto, il 10 maggio 1585. Egli mise un freno all'attività missionaria degli scalzi e agli sviluppi fuori della Spagna, concentrandosi sul consolidamento della riforma: organizzò le case esistenti in distretti o province, ottenne un procuratore generale per gli scalzi a Roma (breve Quae a praedecessoribus di papa Sisto V del 20 settembre 1586), fece abbandonare agli scalzi il rito gerosolimitano in favore di quello romano e, con il breve Cum de statu del 10 luglio 1587, ottenne l'erezione degli scalzi in congregazione con un proprio vicario generale. Nel 1588 il Doria fu eletto vicario generale e formò un governo collegiale di sei consiglieri generali (la consulta), orientato a un controllo minuto di tutta la congregazione.
Nel 1593 il Doria ottenne dal capitolo generale dell'ordine riunito a Cremona la completa separazione giuridica degli scalzi dal tronco principale dei carmelitani e papa Clemente VIII ratificò il voto del capitolo con la bolla Pastoralis officii del 20 dicembre 1593.
Il Doria, nominato preposito generale fino alla celebrazione di un nuovo capitolo generale, morì pochi mesi dopo: nel 1594 fu eletto il primo vero generale dell'ordine, Elia di San Martino.